# ويليام هارفي كارني
ويليام هارفي كارني (بالإنجليزية: William Harvey Carney)‏ هو عسكري أمريكي، ولد في 29 فبراير 1840 في نورفولك في الولايات المتحدة، وتوفي في 8 ديسمبر 1908 في بوسطن في الولايات المتحدة.